# Polystachya campyloglossa
Polystachya campyloglossa är en orkidéart som beskrevs av Robert Allen Rolfe. Polystachya campyloglossa ingår i släktet Polystachya och familjen orkidéer. Inga underarter finns listade i Catalogue of Life.